# Noldemuseet

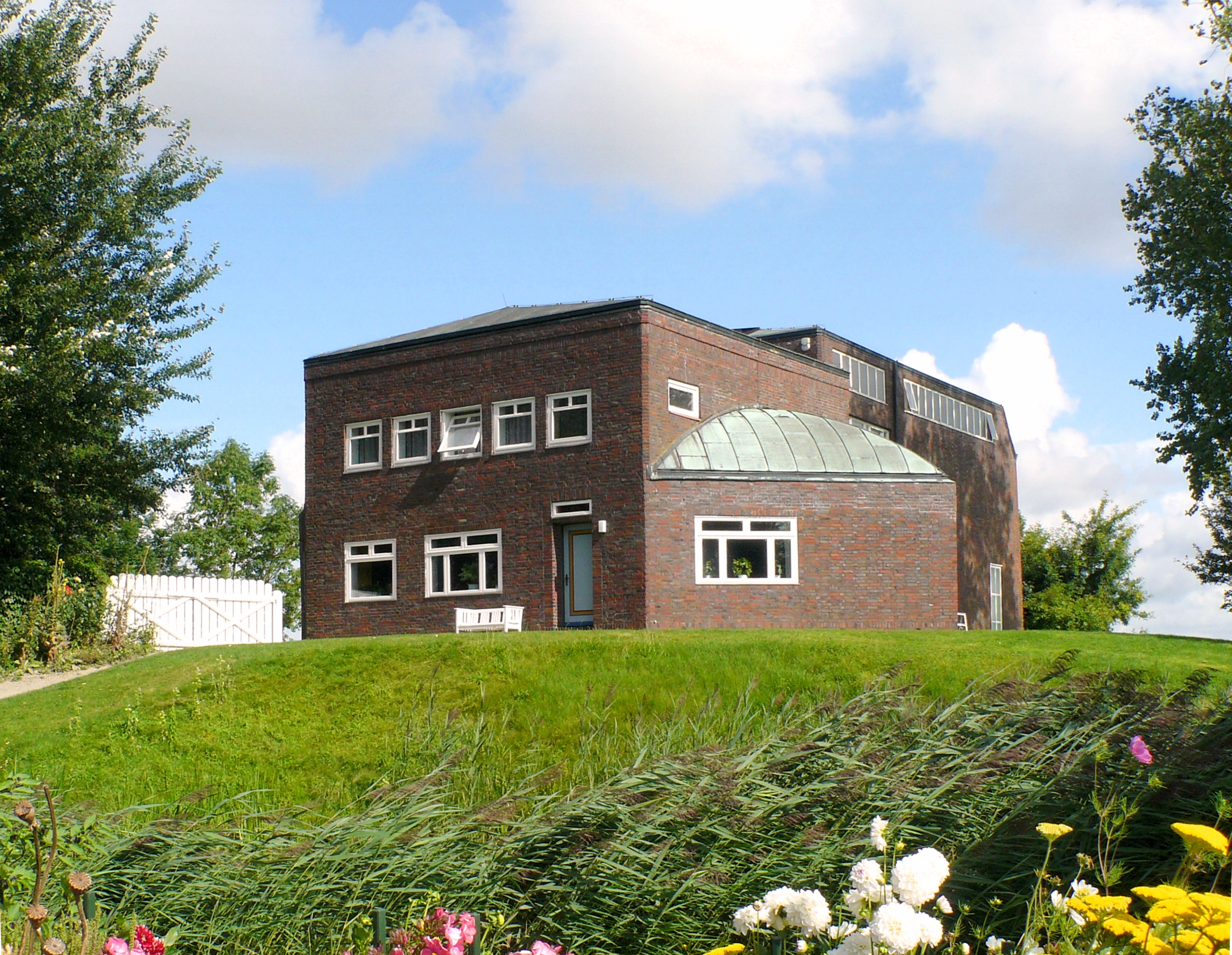
Noldemuseet

Noldemuseet är ett konstnärsmuseum i Seebüll i Schleswig-Holstein i Tyskland, tillägnat Emil Nolde.

## Historik
Paret Ada och Emil Nolde förvärvade 1926 en obebyggd tomt och lät där uppföra ett bostadshus, som inspirerades av Bauhausstilen och därmed markant skilde sig från de frisiska husen i omgivningen. Familjen Nolde bodde i huset till 1930. Efter 1926 har utbyggnader skett och en trädgård anlagts efter Noldes planer. Efter Emil Noldes död 1956 inrättades huset som museum och 1996 blev hus och trädgård byggnadsminnesmärken.

## Byggnad
Byggnaden är en tvåvånings kub. I det platta huset finns lanterniner med ljusinsläpp ovanifrån. Den tidigare ateljén i bottenvåningen är del av utställningsytan. Sydväst om det ursprungliga huset finns två nybyggnader för bland annat en restaurant, utbildningslokaler för ungdomar och en museibutik.

## Trädgård

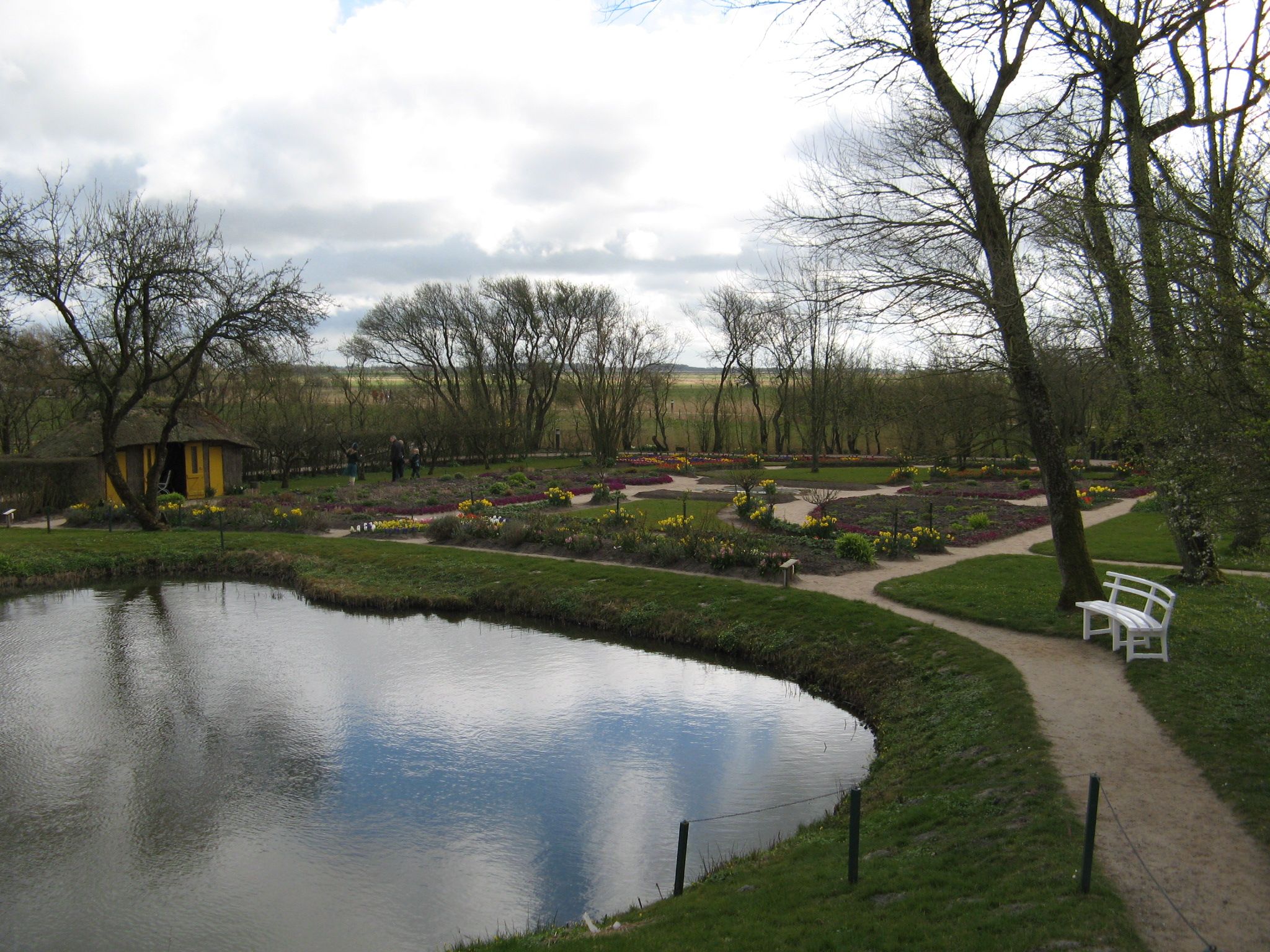
Vårbild över trädgården

Trädgården är ett konstverk i sig, som inspirerats av sin tids reformrörelse, vilken riktade sig mot industriella och stela konstformer. Till trädgården hör ett halmtäckt trädgårdshus. Där ligger också Ada och Emil Nolde begravda, med gravplatsen prydd med Emil Noldes mosaik Madonna med barn. Noldes trädgårdsmästare Thomas Börnsen skötte trädgården till 1976 och lämnade efter sig en skötselsplan som skulle underlätta att upprätthålla trädgården enligt Emil Noldes önskemål. 

## Samlingar
Samlingen består helt och hållet av verk av Emil Nolde, framför allt målningar och akvareller från alla faser av Emil Noldes konstnärsliv.